# Оено
Оено — безлюдний атол в південній частині Тихого океану, входить до складу володіння Великої Британії Піткерн.

## Географія
Знаходиться за 143 км на північний захід від острова Піткерн. Обрамлена зовнішнім рифом лагуна атолу з'єднується з океаном двома вузькими проходами. Діаметр атола — близько 5 км, площа — 16,65 км ², з них 0,65 км ² доводиться на п'ять островів, розташованих в центральній частині лагуни. Найбільший з них — Оено, він витягнутий з південного заходу на північний схід на 2 км, його площа — 0,5 км ², максимальна висота — менше 5 м над рівнем океану, покритий деревною рослинністю. На північ від нього знаходиться другий за величиною острів — Сенді (острів), що є піщаною косою.

## Історія
Острів Оено відкритий капітаном Гендерсоном в 1819 році. Американські китобої ретельно досліджували його п'ятьма роками пізніше.
У 1902 острів анексований Великою Британією, а в 1938 адміністративно приєднаний Піткерн.
Піткернці іноді відвідують Оено, щоб зібрати листя пандануса, що використовується для плетіння мішків, або для відпочинку на невеликому пляжі. Оено має погану репутацію «батька корабельних аварій» — за багато років біля його берегів розбилися десятки кораблів. Багато жертв катастроф добиралися до Піткерна на човнах, приносячи із собою часто різні епідемії, примножуючи тим самим недобру чутку про це місце. Досягти Оено можна тільки за допомогою пасажирського або вантажного судна, або яхти.
У червні 2009 року група художників з різних країн світу, що називає себе «Sunland project» анонсувала плани створення на острові Оено вільного поселення, арт-колонії за типом Коппенгагенской «Хрістіанії». Згідно з їх твердженням, вони почали переговори з офіційними особами островів Піткерн.